# Забережница (Лельчицкий район)
Забережница (бел. Заберажніца) — деревня в Буйновичском сельсовете Лельчицкого района Гомельской области Беларуси.
Кругом лес.

## География

### Расположение
В 40 км на восток от Лельчиц, 63 км от железнодорожной станции Ельск (на линии Калинковичи — Овруч), 27 км от Гомеля.

## Транспортная сеть
Транспортные связи по просёлочной, затем автомобильной дороге Мозырь — Глушковичи. Планировка состоит из почти прямолинейной улицы, ориентированной с юго-запада на северо-восток, к которой с севера присоединяется короткая прямолинейная улица. Застройка двусторонняя, деревянная, усадебного типа.

## История
Согласно письменным источникам известна с XIX века как селение в Мозырском уезде Минской губернии. В 1879 году обозначена как хутор. Согласно переписи 1897 года действовала смолокурня. В 1908 году в Буйновичской волости. В 1931 году организован колхоз «Красный боец», работала кузница. Во время Великой Отечественной войны в июле 1943 года оккупанты сожгли деревню и убили 13 жителей. Согласно переписи 1959 года в составе колхоза имени В. И. Чапаева (центр — деревня Первомайск).

## Население

### Численность
- 2004 год — 16 хозяйств, 26 жителей.

### Динамика
- 1897 год — 10 дворов, 63 жителя (согласно переписи).
- 1908 год — 21 двор, 99 жителей.
- 1917 год — 258 жителей.
- 1921 год — 58 дворов, 340 жителей.
- 1940 год — 68 дворов.
- 1959 год — 364 жителя (согласно переписи).
- 2004 год — 16 хозяйств, 26 жителей.